# Autolux
Autolux é uma banda norte-americana de rock experimental formada em 2000 em Los Angeles pelo guitarrista e vocalista Eugene Goreshter, o baixista Greg Edwards e a baterista e vocalista Carla Azar. O primeiro trabalho do trio, o EP Demonstration, foi lançado em 2001 . Em setembro de 2004, a banda lançou seu primeiro álbum, Future Perfect.
Misturando densas camadas de guitarras distorcidas com vocais melódicos e texturas atmosféricas, o trabalho do Autolux é frequentemente comparado a bandas como My Bloody Valentine e Sonic Youth. A banda chamou maior atenção do público em 2005, quando Trent Reznor, do Nine Inch Nails, os convidou para abrirem os shows de uma turnê norte-americana.

## História

### Formação eDemonstration
O Autolux foi formado em 2001 em Los Angeles, Califórnia. Goreshter e Azar se conheceram enquanto compunham a trilha sonora da peça Morte Acidental de um Anarquista de Dario Fo. Azar então conhece Greg Edwards em uma turnê da banda anterior dele, Failure.  Em agosto de 2000, o Autolux fez seus primeiros shows em sua cidade natal. Em março do ano seguinte, a banda lançou seu trabalho de estreia, um EP intitulado Demonstration, contendo cinco faixas gravadas no estúdio aonde ensaiavam.
Após o célebre produtor T-Bone Burnett assistir uma performance do trio e se impressionar, eles assinaram com o selo DMZ, criado por Burnett e Joel e Ethan Coen. 
Em maio de 2002, a baterista Carla Azar sofreu um acidente no palco, depois da banda abrir para Elvis Costello. O cotovelo dela quebrou e foi dita que "talvez nunca pudesse tocar bateria novamente".  No entanto, ela conseguiu se recuperar completamente e voltar a ensaiar e tocar com o Autolux, após uma cirurgia experimental.

### Gravação deFuture Perfect
Em novembro de 2002, o trio começou a gravar seu primeiro álbum de longa duração, Future Perfect, finalizando-o em janeiro de 2003. O álbum foi gravado parcialmente no estúdio aonde a banda ensaiava, Space 23, e parcialmente no estúdio do produtor Burnett, que desejava capturar a sonoridade dos concertos da banda. A canção "Asleep at the Trigger" foi gravada inteiramente no Space 23. O álbum foi lançado em setembro de 2004, e foi recebido com críticas positiva, em sua maioria.

### Turnês pós-Future Perfect
Em 2005, o Autolux começou uma turnê para promover Future Perfect. O trio tocou com diversas bandas consagradas, como Nine Inch Nails, The White Stripes e Beck. Em maio de 2005, a banda estreou no festival Coachella. Logo depois, eles tocaram no festival britânico [All Tomorrow's Parties.
Trent Reznor, do Nine Inch Nails, convidou o Autolux para abrir seus shows na turnê With Teeth, de setembro a outubro de 2005.  No fim do mesmo ano, a banda abriu para o Queens of the Stone Age.
Após o fim do selo DMZ, em 2006, a banda foi para o selo Epic Records.

### Transit Transit
Em 2010, a banda lançou seu segundo álbum de longa duração, Transit Transit.
O álbum foi produzido pelos próprios integrantes do Autolux, com o vocalista/guitarrista Greg Edwards como engenheiro de som. A maior parte do álbum foi gravado no estúdio Space 23, em Los Angeles, assim como o álbum anterior.
A canção "Supertoys" foi lançada como o primeiro single da banda em seu site oficial.

## Sonoridade
O som do Autolux incorpora influências diversas como o pós-punk e o shoegaze, gênero caracterizado por bandas com postura tímida no palco e que utilizam densas camadas de guitarras distorcidas e vocais melódicos em suas canções - semelhante a bandas como The Jesus and Mary Chain, Cocteau Twins e Ride. Embora o segundo álbum do Autolux, Transit Transit, apresente claramente maior leque de influências que os trabalhos anteriores, e as texturas soturnas e os vocais em uníssono do trio já estabelecem uma certa identidade amadurecida às músicas do grupo.

## Discografia

### Álbuns de estúdio
- Future Perfect (2004)
- Transit Transit (2010)
- Pussy's Dead (2016)

### EPs
- Demonstration (2001)
- The Bouncing Wall / Census EP (2011)

### Singles
- "Here Comes Everybody" (2004)
- "Audience No. 2" (2008)
- "Supertoys" (2010)